# Capim de Roça (Pindoretama)
Capim de Roça é um distrito do município brasileiro de Pindoretama, no litoral leste da Região Metropolitana de Fortaleza, no estado do Ceará. De acordo com o Instituto Brasileiro de Geografia e Estatística(IBGE), sua população no ano de 2010 era de 2,112 habitantes, sendo 1,090 mulheres e 1,022 homens, possuindo um total de 690 domicílios particulares. Foi criado pela Lei Municipal nº 244, de 06 de setembro de 2005.